# Le Canzonissime Vol. 1
Le Canzonissime Vol. 1, pubblicato nel 1996, è una raccolta (solo CD) della cantante italiana Mina. Questo album non fa parte della discografia ufficiale di Mina, elencata nel sito web ufficiale dell'artista.

## Il disco
L'etichetta Suoni Rari, in collaborazione con la Mercury e la RAI, ha raccolto in 2 CD con tiratura limitata a 1 000 copie, alcune fra le esibizioni più importanti di Mina in televisione dal vivo tratte da Canzonissima 1968.
Mina, ad appena 21 anni nel 1961, dopo solo tre anni dal debutto, partecipa alla prima edizione di Studio Uno insieme a mostri sacri del varietà internazionale come Marcel Amont, le Gemelle Kessler, Walter Chiari, Mac Ronay, Don Lurio e il Quartetto Cetra.
Con Studio Uno del 1965 Mina diventa la protagonista indiscussa del varietà televisivo, la sua popolarità raggiungerà livelli ineguagliati con le trasmissioni successive: Sabato sera, Canzonissima, Teatro 10 e Milleluci.

## Tracce
1. La cumparsita - 4:39 - (inedito su album) (Gerardo Matos Rodríguez-Pascual Contursi)
2. The beat goes on - 4:56 - Tratta da: (Signori... Mina! vol. 1)
3. Medley: - 6:13 - Tratte da: (Signori... Mina! vol. 1) 
  1. Mi sono innamorata di te - 1:56 -
  2. Cry - 2:38 -
  3. Deborah - 1:43 -
4. Tristeza - 4:38 - Tratta da: (Signori... Mina! vol. 2)
5. Charleston - 4:26 - (inedito su album) (James P. Johnson - Cecil Mack)
6. Medley: - 6:14 - Tratte da: (Signori... Mina! vol. 4) 
  1. Arrivederci - 2:24 -
  2. Georgia on my mind - 2:10 -
  3. Azzurro - 1:39 -
7. Medley: - 6:43 - Tratte da: (Signori... Mina! vol. 3) 
  1. Le tue mani - 2:03 -
  2. Gente (People) - 2:32 -
  3. Gimme little sign - 2:07 -
8. Medley: - 4:45 - Tratte da: (Signori... Mina! vol. 3) 
  1. Quel motivetto che mi piace tanto - 1:31 -
  2. Sotto l'ombrellino - 1:40 -
  3. Ma le gambe - 1:31 -
9. Medley: - 6:28 - (inedito su album)
  1. Lasciamoci così (September in the rain) - 2:10 -  (Harry Warren-Al Dubin-Daniele Pace-Carrera) 
  2. Sì, amor (All the way) - 2:17 -  (Jimmy Van Heusen-Sammy Cahn) 
  3. Exodus - 2:02 -  (Elliot Gold-Mimma Gaspari)
10. Medley: - 4:29 - (inedito su album)
  1. L'ora dell'amore (Homburg) - 1:35 -  (Gary Brooker-Keith Reid-Daniele Pace-Carrera) 
  2. Fa-fa-fa-fa (Sad song) - 1:15 -  (Otis Redding-Steve Cropper) 
  3. Sunny (Sunny) - 1:39 -  (Bobby Hebb)